# Малыш, Артём Владимирович
Артём Владимирович Малыш (укр. Малиш Артем Володимирович; род. 15 июля 2000, Старая Выжевка, Волынская область) — украинский футболист, вратарь.

## Карьера

### Начало карьеры
Футболом начал заниматься в юношеском возрасте в академии клуба «Ковель». В 2009 году футболист перебрался в юношескую команду киевского «Динамо». Первым тренером футболиста был Геннадий Тарасюк. В 2017 году футболист стал выступать за юношескую команду киевского клуба до 19 лет, по итогу сезона став победителем юношеского чемпионата Украины. В 2019 года футболист стал игроком уже молодёжного состава динамовцев, за который провёл 2 матча и также вместе с командой стал чемпионом молодёжного чемпионата Украины. 

### «Ингулец»
В 2020 году футболист проходил просмотр в таких клубах как «Волынь» и львовский «Рухе». Затем футболист также присоединился к клубу «Ингулец», с которым затем футболист тренировался на протяжении нескольких месяцев. В августе 2020 года футболист футболист официально стал игроком клуба. Первую половину сезона футболист провёл как один из резервных вратарей, иногда появляясь в заявке основной команды. Дебютировал за клуб 21 февраля 2021 года в матче против «Ворсклы». Затем футболист не небольшой период стал получать свою игровую практику, где в 7 встречах за сезон отличился 3 «сухими» матчами. В декабре 2021 года футболист покинул клуб.

### «Гробиня»
В феврале 2022 года футболист проходил просмотр в одесском «Черноморце». В марте 2023 года футболист стал игроком латвийского клуба «Гробиня». Дебютировал за клуб 7 апреля 2023 года в матче против рижского «Динамо», записав на свой счёт первый «сухой» матч. На протяжении первых своих 6 матчей футболист не пропустил ни одного мяча в свои ворота. В матче 20 мая 2023 года против клуба РФС-2 прервал свою «сухую» статистику, пропустив 5 забитых мячей. На протяжении всего сезона футболист был в клубе основным вратарём, вместе с которым стал победителем чемпионата.
Новый сезон футболист начал 10 марта 2024 года с дебютного матча против «Риги» в рамках латвийского чемпионата.

## Международная карьера
В августе 2017 года футболист участвовал в матче за юношеской сборной Украины до 18 лет против России, однако остался на скамейке запасных.

## Достижения
«Гробиня»
- Победитель Первой лиги: 2023

## Семья
Младший брат Навин профессиональный футболист.